# Petit-Bourg
Petit-Bourg (en créole guadeloupéen : Ti Bou ou Tibou) est une commune française, située sur l'île de Basse-Terre dans le département en région d'outre-mer de la Guadeloupe dont elle constitue la municipalité la plus étendue.

## Géographie

### Localisation

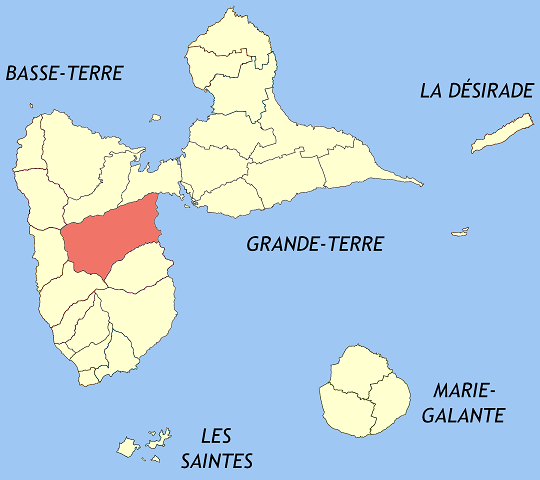
En rouge le territoire communal de Petit-Bourg.

Plus étendu territoire de la Guadeloupe avec 129,9 km2 de superficie totale, la commune de Petit-Bourg est située à l'est de l'île de la Basse-Terre au bord du Petit Cul-de-sac marin dans une zone initialement de mangrove. Elle s'étend dans la montagne jusqu'aux crêtes du massif volcanique de la Basse-Terre.
Le Morne Léger constitue le tripoint des communes de Petit-Bourg, Lamentin et Pointe-Noire.
| Lamentin                  | Baie-Mahault |                  |
| Bouillante / Pointe-Noire | Petit-Bourg  | Océan Atlantique |
| Vieux-Habitants           | Goyave       |                  |

### Hydrographie
Parmi les principaux cours d'eau qui irriguent son territoire se trouvent la Grande Rivière à Goyaves, La Lézarde, la rivière la Sarcelle (qui marque la limite du territoire communal avec celui de Goyave), la rivière Moustique (et son principal affluent la rivière la Palmiste), la rivière du Coin (qui sert de limite avec la commune voisine de Baie-Mahault), ainsi que la rivière Bras-David (et son principal affluent la rivière Corossol) qui se jette dans la Grande Rivière à Goyaves dont elle constitue le principal affluent.

### Climat
Le climat y est de type tropical.

## Urbanisme

### Typologie
Petit-Bourg est une commune urbaine, car elle fait partie des communes denses ou de densité intermédiaire, au sens de la grille communale de densité de l'Insee,,,. Elle appartient à l'unité urbaine de Pointe-à-Pitre-Les Abymes, une agglomération intra-départementale regroupant 11 communes et 252 132 habitants en 2022, dont elle est une commune de la banlieue,.
Par ailleurs la commune fait partie de l'aire d'attraction des Abymes, dont elle est une commune de la couronne. Cette aire, qui regroupe 18 communes, est catégorisée dans les aires de 200 000 à moins de 700 000 habitants,.
La commune, bordée par l'océan Atlantique à l'est, est également une commune littorale au sens de la loi du 3 janvier 1986, dite loi littoral. Des dispositions spécifiques d’urbanisme s’y appliquent dès lors afin de préserver les espaces naturels, les sites, les paysages et l’équilibre écologique du littoral, par exemple le principe d'inconstructibilité, en dehors des espaces urbanisés, sur la bande littorale des 100 mètres, ou plus si le plan local d’urbanisme le prévoit,.

### Lieux-dits, hameaux et écarts
La commune est composée d'un bourg principal et de plusieurs hameaux et lieux-dits, qui sont notamment :
Arnouville, Barbotteau, Bas-Carrère, Basse-Lézarde, Bel-Air, Bellevue, Bergette, Blonde, Bois-de-Rose, Bovis, Cabou, Caféière, Carrère, Cézanne, Colin, Cocoyer, Daubin, Duquerry, Fougère, Grande Savane, La Grippière, Hauteurs-Lézarde, Juston, Lamothe, Main-Courante, Montauband, Montebello, Morne-Bourg, Pointe-à-Bacchus, Poirier, Prise-d'Eau, Roujol, Des Rozières, Saint-Jean, Tabanon, Tambour, Trinité, Vernou, Versailles, Viard, Vinaigrerie, Vince.

### Voies de communication et transports
La commune est traversée par la route nationale 1 (Pointe-à-Pitre - Basse-Terre). De Petit-Bourg et plus spécialement la section de Barbotteau, par la route de la Traversée, qui traverse la montagne et le parc national de la Guadeloupe d'est en ouest par le col des Mamelles.

## Histoire
Pour un article plus général, voir Histoire de la Guadeloupe.
En septembre 1794, la Pointe-à-Bacchus est le lieu d'une importante bataille menée par les troupes républicaines (emmenées par le général Mathieu Péalardy et composées de Français républicains et de sans-culottes noirs, libres depuis l'abolition de l'esclavage proclamée le 4 février 1794 par la Convention nationale) dirigées par Victor Hugues pour la libération de l'île des troupes anglaises qui l'occupent depuis le 20 avril 1794. À la suite de cette défaite les royalistes alliés des Britanniques sont exécutés.
Les 4 et 5 juin 2005, la commune a accueilli le premier Forum social guadeloupéen sur le site de la plage de Viard. Le principe de démocratie participative mis en place par Ary Broussillon a permis la création de congrès dans la ville, permettant à chaque citoyen de s'exprimer sur des idées et sujets pour la commune[réf. souhaitée]. Le congrès des jeunes a permis la création d'espaces jeunesse, de maisons de quartier et de cyberbases dans toute la ville. La démocratie participative semble être ancrée dans la ville de Petit-Bourg.

## Politique et administration

### Rattachements administratifs et électoraux
Petit-Bourg appartient à l’arrondissement de Basse-Terre et le territoire de la commune couvre deux cantons depuis le redécoupage cantonal de 2014: canton de Petit-Bourg (bureau centralisateur) et canton de Baie-Mahault-2 (partiellement).
Pour l'élection des députés, Petit-Bourg fait partie depuis 1988 de la troisième circonscription de la Guadeloupe.

### Intercommunalité
La commune de Petit-Bourg appartient à la communauté d'agglomération du Nord Basse-Terre (CANBT) depuis sa création, dans laquelle elle est représentée par treize conseillers. Guy Losbar, l'ancien maire de Petit-Bourg, en a été le premier président de 2011 à 2014.

### Liste des maires
| Période         | Période                                                                                     | Identité          | Étiquette    | Qualité |
| --------------- | ------------------------------------------------------------------------------------------- | ----------------- | ------------ | --- |
| 1945            | mars 1965                                                                                   | Omer Ninine       | SFIO         | Avocat Conseiller général du canton de Petit-Bourg (1945 → 1967) Président du conseil général de la Guadeloupe (1951 → 1952) |
| mars 1965       | mars 1977                                                                                   | Mariani Maximin   | UDR → RPR    | Principal de collège Conseiller général du canton de Petit-Bourg (1967 → 1979) |
| mars 1977       | mars 2001                                                                                   | Dominique Larifla | FGPS → GUSR  | Cardiologue Sénateur de la Guadeloupe (1995 → 2004) Député de la 3e circonscription de la Guadeloupe (1988 → 1993) Conseiller général du canton de Petit-Bourg (1979 → 2004) Président du conseil général de la Guadeloupe (1985 → 1998)                                                      |
| mars 2001       | mars 2008                                                                                   | Ary Broussillon   | MG (ex-UPLG) | Sociologue |
| mars 2008       | 13 juillet 2021 réélection en juin 2020 démission en juillet 2021 pour non-cumul de mandats | Guy Losbar        | GUSR         | Chef d'entreprise Conseiller général du canton de Petit-Bourg (2004 → 2015) Conseiller régional de la Guadeloupe (2015 → 2021) 1er vice-président du conseil régional de la Guadeloupe (2015 → 2021) Président du conseil départemental de la Guadeloupe (2021 →) Président de GUSR (2008 → ) |
| 13 juillet 2021 | En cours                                                                                    | David Nébor       | GUSR LREM    | Fonctionnaire |

## Population et société

### Démographie
L'évolution du nombre d'habitants est connue à travers les recensements de la population effectués dans la commune depuis 1961, premier recensement postérieur à la départementalisation de 1946. À partir de 2006, les populations de référence des communes sont publiées annuellement par l'Insee. Le recensement repose désormais sur une collecte d'information annuelle, concernant successivement tous les territoires communaux au cours d'une période de cinq ans. Pour les communes de plus de 10 000 habitants les recensements ont lieu chaque année à la suite d'une enquête par sondage auprès d'un échantillon d'adresses représentant 8 % de leurs logements, contrairement aux autres communes qui ont un recensement réel tous les cinq ans,.

En 2022, la commune comptait 24 299 habitants, en évolution de +0,36 % par rapport à 2016 (Guadeloupe : −2,67 %, France hors Mayotte : +2,11 %).
| 1961  | 1967   | 1974   | 1982   | 1990   | 1999   | 2006   | 2011   | 2016   |
| ----- | ------ | ------ | ------ | ------ | ------ | ------ | ------ | ------ |
| 9 480 | 10 342 | 11 948 | 13 078 | 14 867 | 20 528 | 21 153 | 23 729 | 24 211 |

| 2021   | 2022   | - | - | - | - | - | - | - |
| ------ | ------ | - | - | - | - | - | - | - |
| 24 272 | 24 299 | - | - | - | - | - | - | - |

### Enseignement

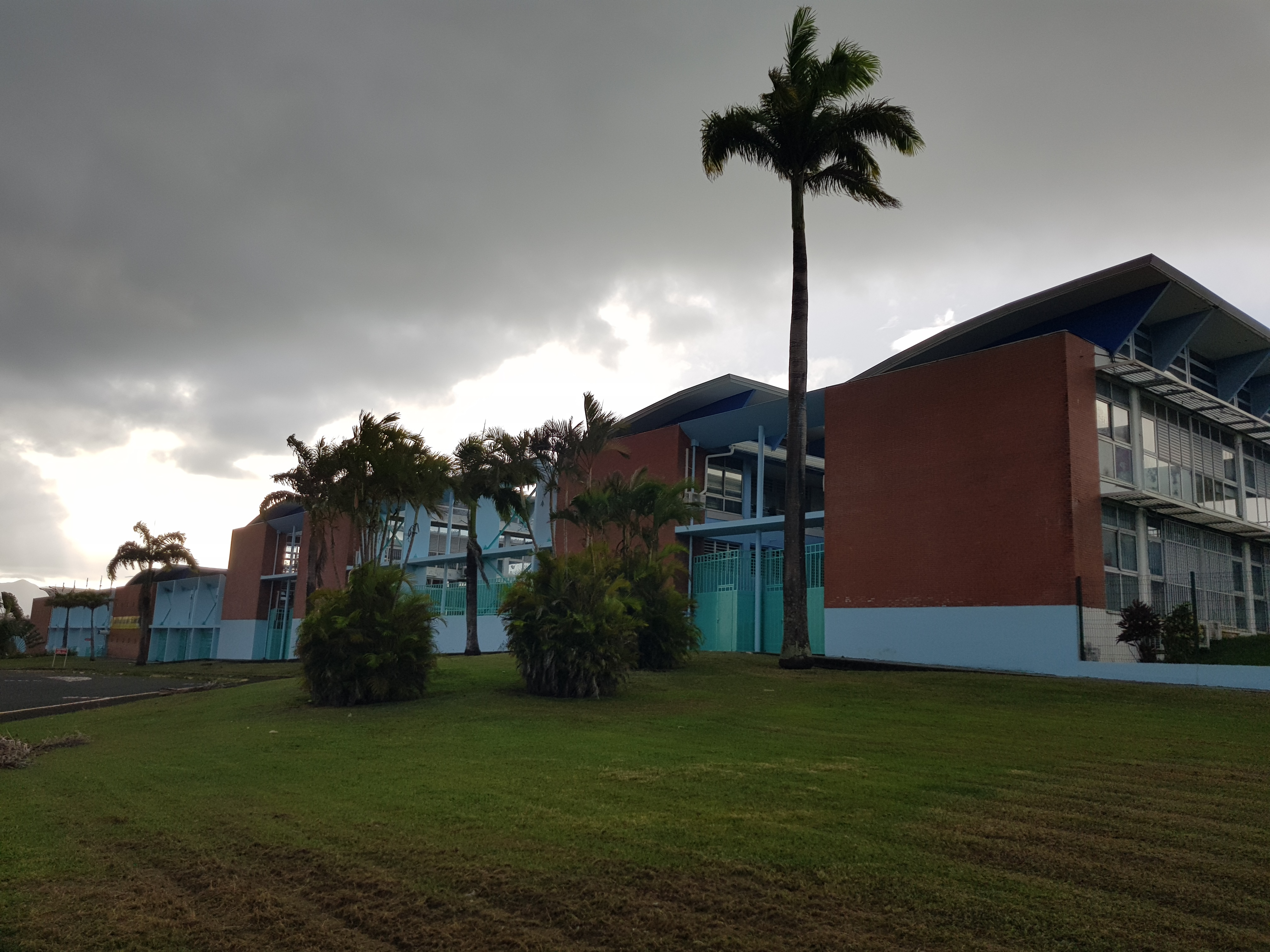
Lycée des Droits de l'Homme à Petit-Bourg

Comme toutes les communes de l'archipel de la Guadeloupe, Petit-Bourg est rattaché à l'Académie de la Guadeloupe. La ville possède sur son territoire cinq écoles maternelles (Albertine-Mignard, Carrère, Mayeko-Massina, Pointe-à-Bacchus et L'Espérance (privée)) et neuf écoles primaires (Friber-Fessin, Hyacinthe-Gériac, La Lézarde, Marie-Thérèse-Lamothe, Marie-Billioti-de-Gage, Maurice-Chovino, Montebello, Robert-Freti et Les Ateliers de Matouba-Petit-Bourg (spécialisée et privée)). 
En ce qui concerne l'enseignement secondaire, la ville accueille le collège Félix-Éboué et le lycée d'enseignement général et technologique des Droits-de-l'Homme.

### Eau
L'usine de Vernou capte et traite en bassins l'eau de la Grande Rivière à Goyaves pour la redistribuer dans le réseau d'alimentation en eau potable de la commune géré par le Syndicat d'alimentation en eau de la Guadeloupe (Siaeag) – l'eau étant problème récurrent dans plusieurs sections du nord de la Basse-Terre. L'usine a été construite en 1966 pour fournir le réseau public des sections des hauteurs de Petit-Bourg (Glacière, Cocoyer, La Lézarde, Gommier, Fougères, Colin, Barbotteau, Prise d'eau et Tabanon), des quartiers de Baie-Mahault (sauf Jarry, de Moudong et du bourg) et comme usine de secours pour celle de Lamentin soit une population totale de 30 000 personnes ou 11 000 foyers,. D'avril à  octobre 2019, des travaux de rénovation sont entrepris pour pallier la vétusté des installations et augmenter de 600 m3/h à 700 m3/h le volume de captage et de traitement des eaux (avec une capacité de stockage de 2 000 m3 soit 2 à 3 h d'autonomie) afin subvenir aux besoins et de réaliser une connexion avec le réseau de la Grande-Terre où le problème d'alimentation est encore plus important. D'un montant de 4,1 millions d'euros, ces travaux sont financés par le département et la région, l'État et des fonds européens.

### Sports et loisirs

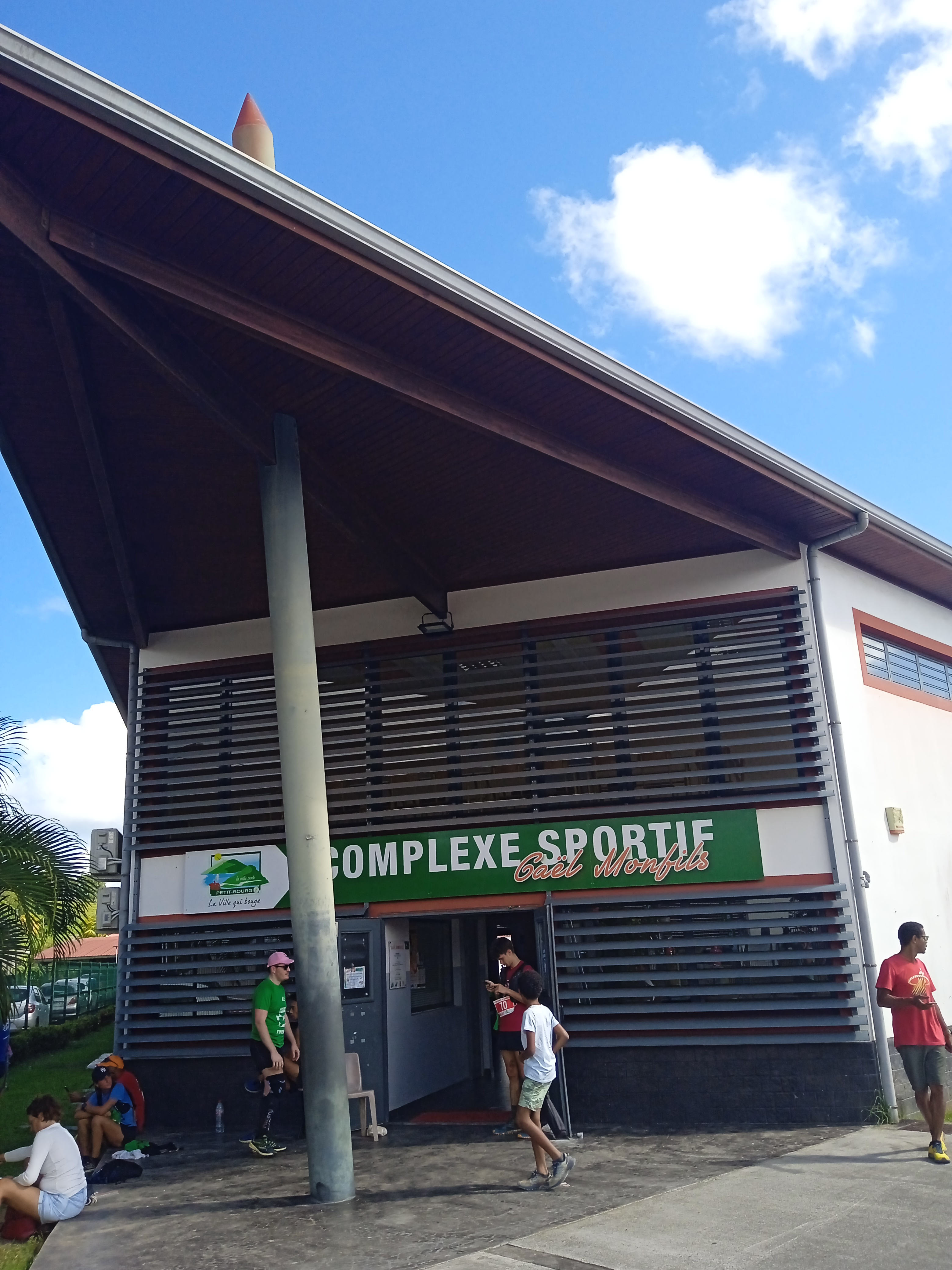
Complexe sportif Gaël Monfils à Petit-Bourg.

Les différents équipements sportifs de la commune sont le stade Jean-Naffer, le palais des sports Laura-Flessel, le complexe sportif Gaël-Monfils, (tennis, sports de combat, échecs) qui a été inauguré en 2013 et a accueilli en 2014 le tournoi international de tennis féminin, ainsi qu'un site d'activités nautiques. Ces lieux accueillent les clubs sportifs :
- Arsenal de Petit-Bourg (football)
- L'Éclair de Petit-Bourg (football)
- Mondial de Petit-Bourg (football)
- Phoenix 95 de Petit-Bourg (basketball)
- Association cycliste de la Verdure de Petit-Bourg, ACVPB (cyclisme) fondée en 1976[13]
- Centre équestre du Domaine de Valombreuse
- Club de Badminton Karukéra Badminton Club (KBC)

## Économie
Petit-Bourg est de plus en plus considéré comme une commune faisant partie de l'agglomération pointoise. Elle fait partie des communes bénéficiant du plan Cocarde.
Sur le territoire de la commune se trouve la distillerie Carrère qui produit le rhum Montebello. De 2002 à 2009, les brasseurs de Guadeloupe produisaient une bière locale avant que la société ne ferme. En 2014, une nouvelle entreprise redéveloppe à Vernou une production locale avec la bière La Lézarde – en référence au site du saut de la Lézarde.
Le palais des sports Laura Flessel, le parc d'activité de Collin et la création du port de plaisance sont des nouveaux moteurs de croissance économique de la municipalité. Le centre commercial Collin's situé dans le Parc d'activités de La Lézarde connaît un développement spectaculaire depuis 2005.

## Culture locale et patrimoine

### Lieux et monuments
- L'église Notre-Dame-de-l'Assomption – reconstruite en 1931 après le passage dévastateur de l'ouragan Okeechobee en 1928 –, également appelée Notre-Dame-de-Bon-Port, est l'œuvre de l'architecte Ali Tur. Le clocher, séparé du bâtiment de l'église, date quant à lui de 1828 et est restauré (avec sa cloche) en 2020-2021[25]. Elle est inscrite à l'Inventaire général du patrimoine culturel[26]. D'autres éléments du patrimoine civil et religieux de la commune ont été construits par Ali Tur entre 1930 et 1932 dont : la mairie, la gendarmerie, l'école primaire, le presbytère, le monument sépulcral[27].
- Statue de Gertrude, esclave rebelle
- L'église Sainte-Thérèse-de-l'Enfant-Jésus à Prise-d'Eau, endommagée par l'ouragan Betsy (en) en 1956 et terminée en 1964. L'église est dédiée à sainte Thérèse de Lisieux.
- Le Parc national de la Guadeloupe accueillant la cascade aux écrevisses, le Saut de la Lézarde, la Maison de la Forêt, et différents sommets de randonnée dont les Mamelles.
- Le jardin de Valombreuse, fondé en 1990 par Magguy Chaulet sur son domaine de 14 ha ravagé par le passage de l'ouragan Hugo l'année précédente, est un jardin botanique tropical regroupant environ cinq cents espèces de plantes et d'arbres. Il possède le statut de parc floral de Guadeloupe et a été classé jardin remarquable en 2006[28],[29].
- Le canyon de la rivière Moustique.
- La plage de Viard est la principale plage de la commune.
- La distillerie Carrère où est produit le rhum agricole Montebello depuis 1930.
- L'émetteur TDF d'Arnouville, plus haute structure de la commune, visible depuis de nombreux points de l'agglomération pointoise, du nord et de l'est de la Basse-Terre.

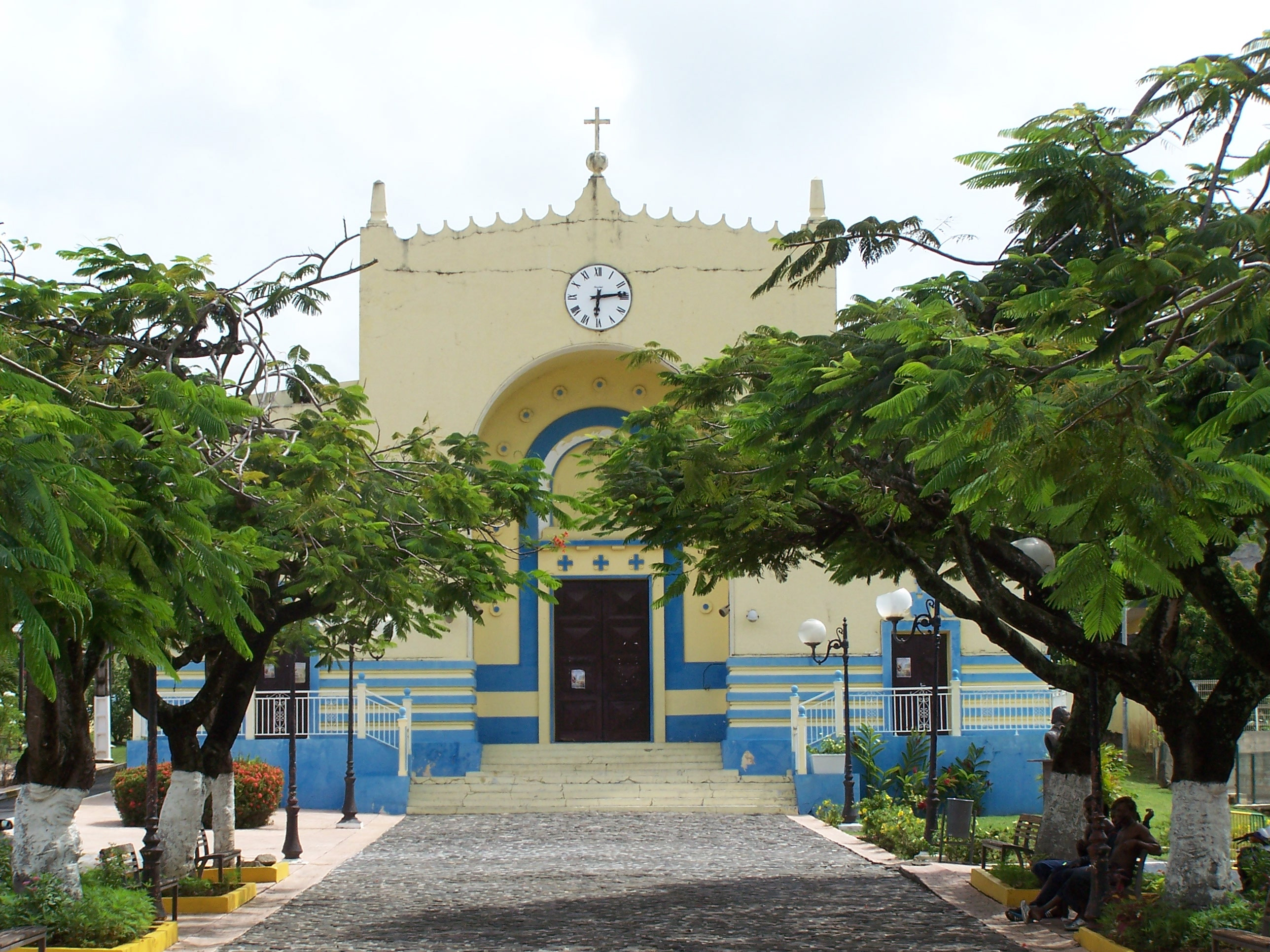
L'église Notre-Dame-de-l'Assomption.
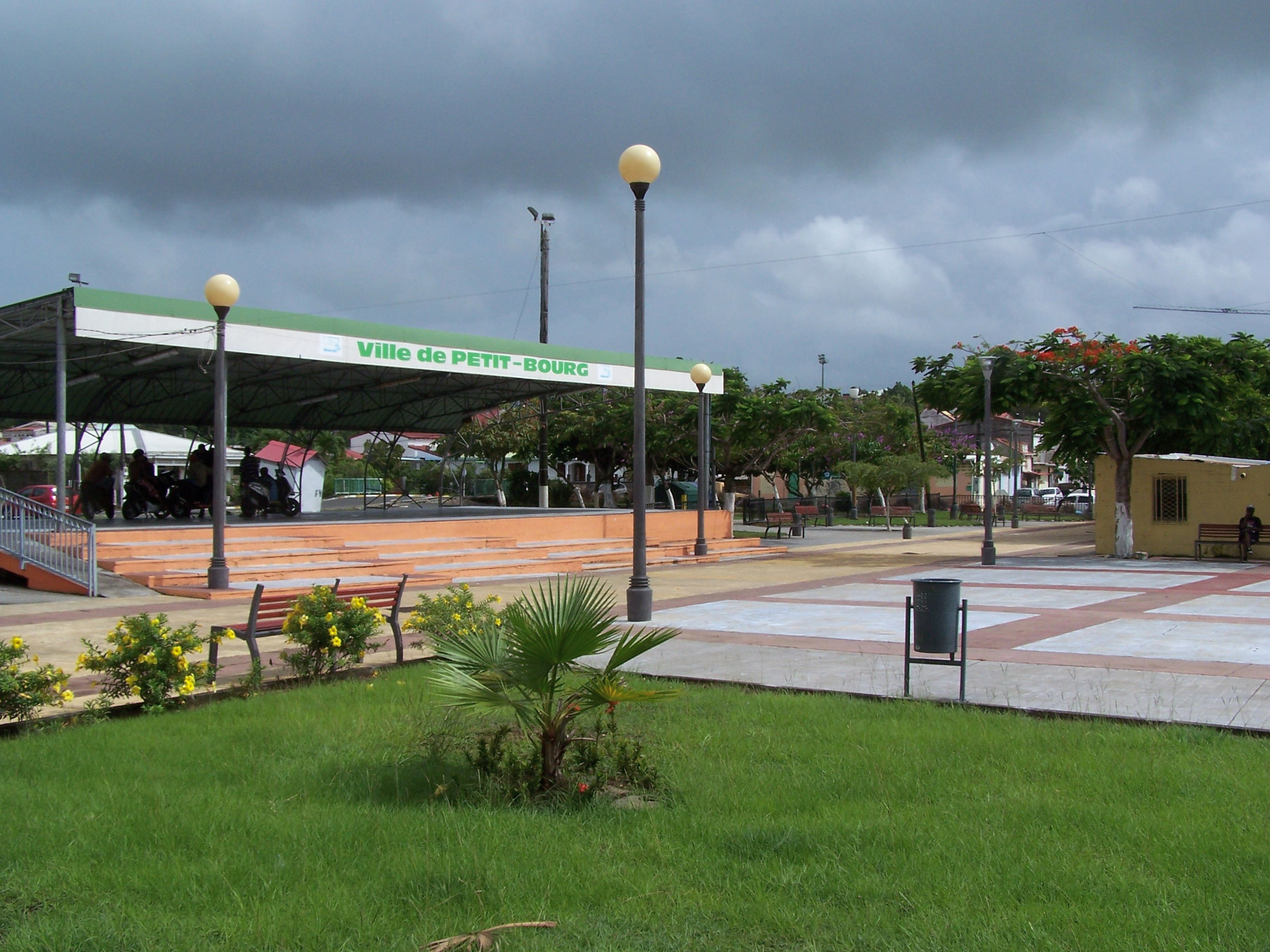
La place Dominique Larifla, située en face de la Mairie.
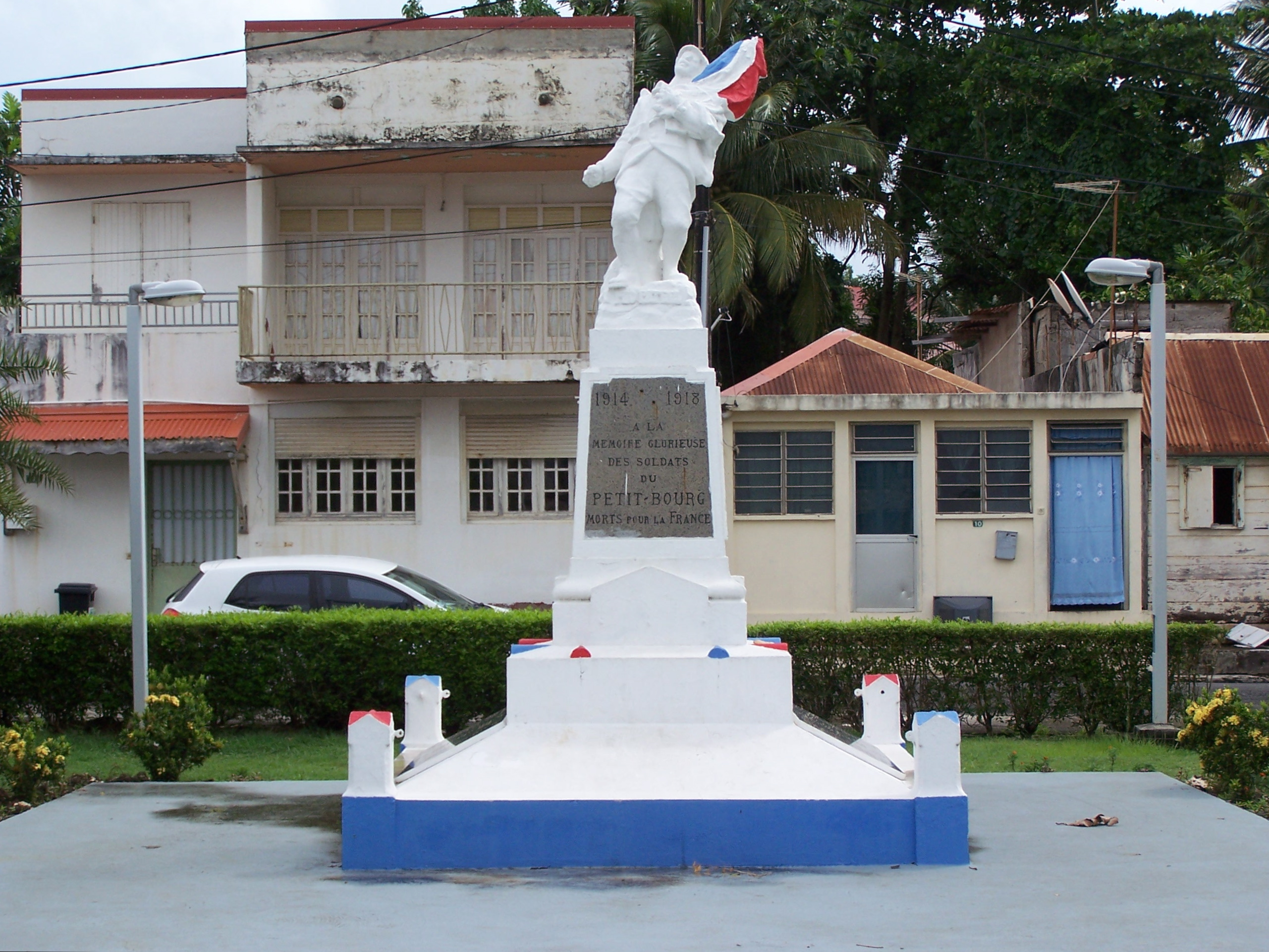
Le monument aux morts.
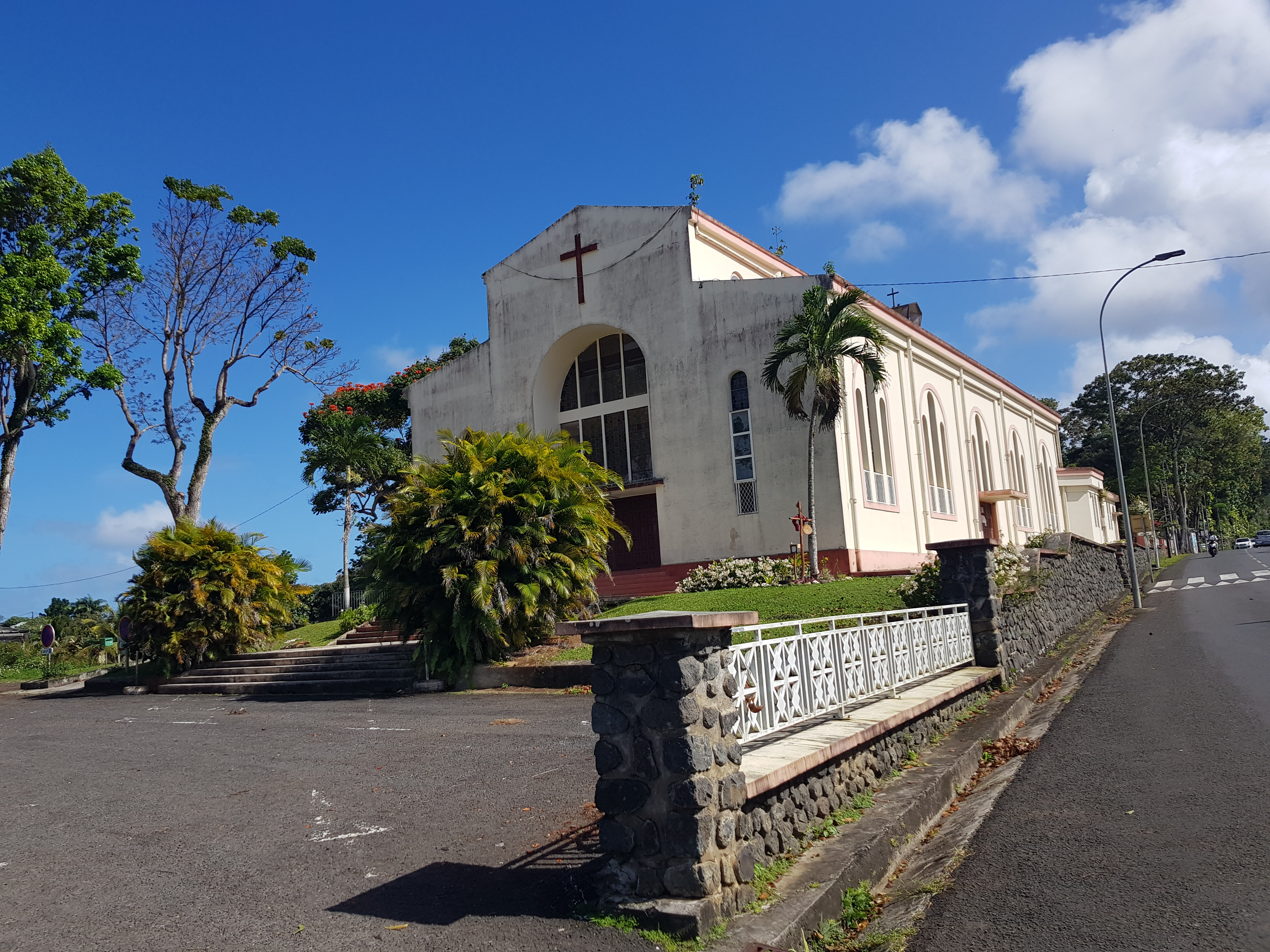
Église Sainte-Thérèse-de-l'Enfant-Jésus à Prise-d'Eau

### Personnalités liées à la commune
- David Baron, judoka originaire de Petit-Bourg[réf. nécessaire]
- Maryse Condé, a résidé dans la commune jusqu'en 2008[réf. nécessaire]
- Laura Flessel, escrimeuse et femme politique française originaire de Petit-Bourg[réf. nécessaire]
- Dominique Larifla, ancien maire de Petit-Bourg de 1977 à 2001, président du conseil général, député et sénateur
- Mariani Maximin, né à Port-Louis, maire de Petit-Bourg de 1965 à 1975 et député de la Guadeloupe de 1978 à 1981
- Anita Mormand, athlète française, spécialiste du 200 mètres, originaire de Petit-Bourg[réf. nécessaire]
- L'esclave Gertrude (-1822), esclave, convaincue de crime d’empoisonnement, pendue puis brûlée[30]